# Naturschutzgebiet Am hintersten Berg

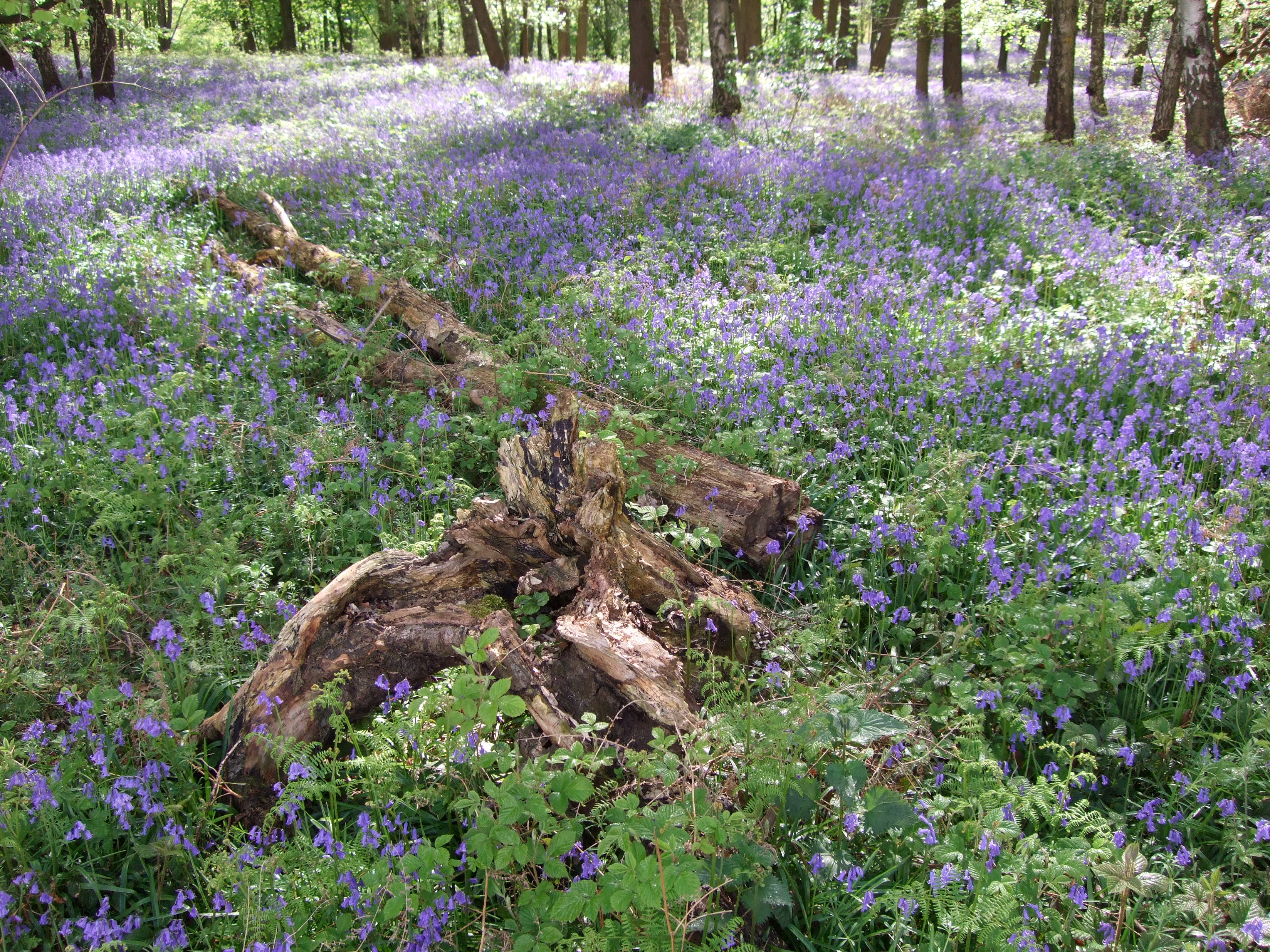
Hasenglöckchen (Maifeiertag 2008)

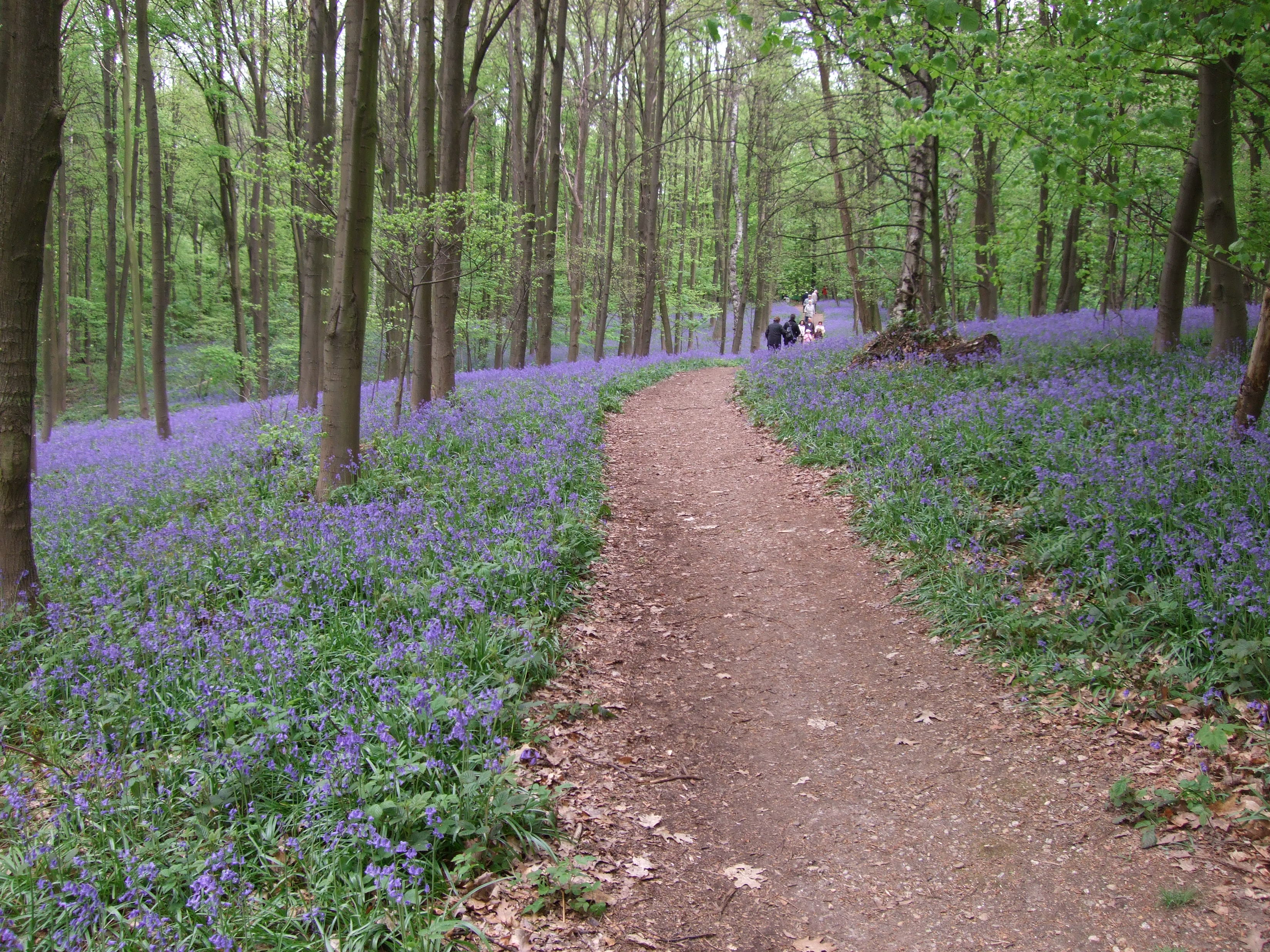
Das Areal im Mai 2008

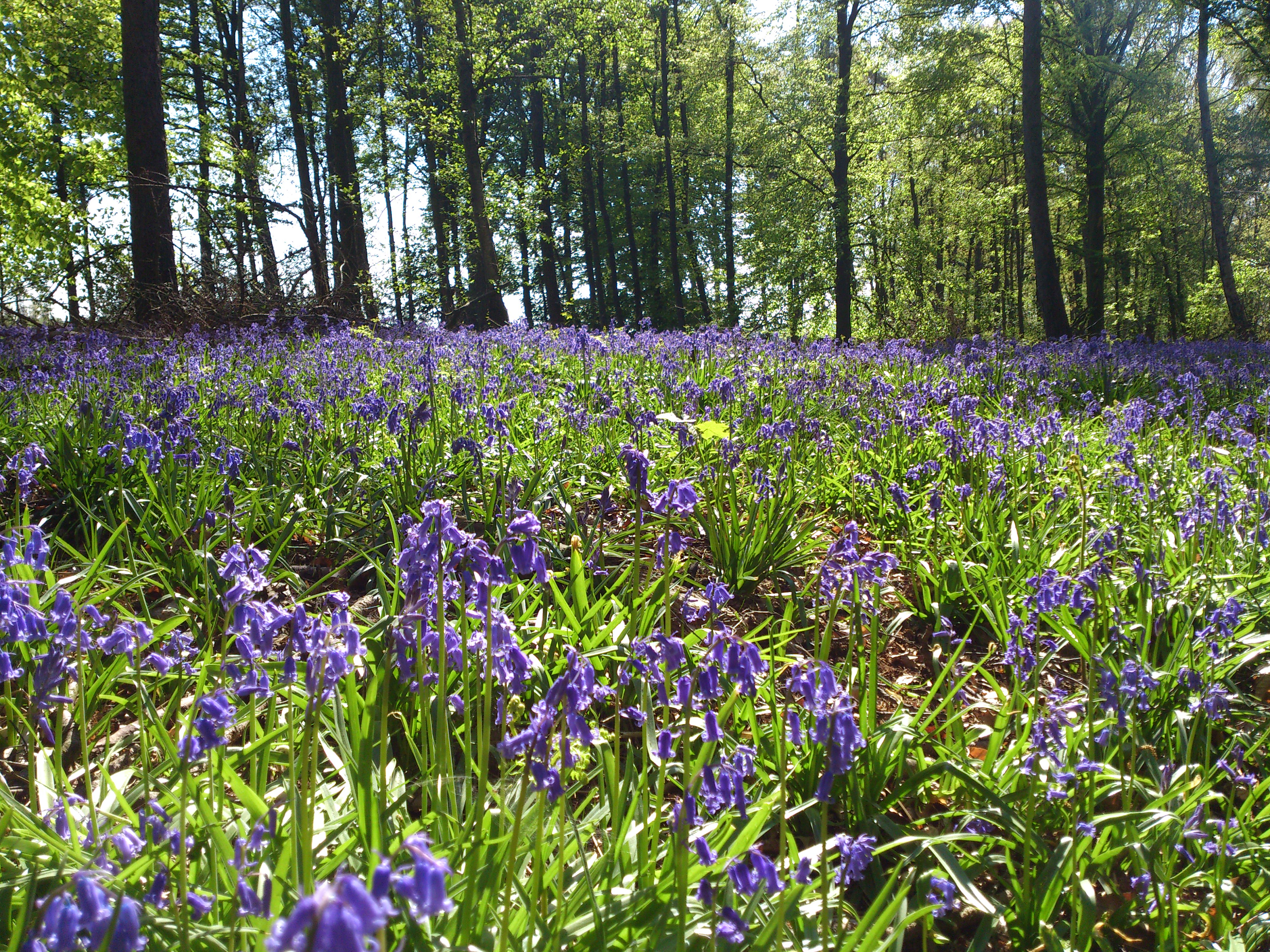
Blütenpracht im Frühjahr 2013

Das Naturschutzgebiet Am hintersten Berg liegt zwischen Doveren und Baal im Kreis Heinsberg. Das auch Wald der blauen Blumen genannte Gebiet wird durch einen ausgeprägten Bestand des Atlantischen Hasenglöckchens (Hyacinthoides non-scripta) geprägt, der als natürliches Vorkommen gilt.
Das seit 2016 offiziell als Naturschutzgebiet anerkannte Areal befindet sich in einem kleinen Wäldchen im Bereich Am hintersten Berg oberhalb der Landstraße L117 von Doveren nach Baal, gegenüber der Zufahrt zum Industriegebiet Hückelhoven-Baal. Es hat eine Ausdehnung von 8,80 ha. Zu Fuß ist es vom Ende der Sandstraße in Doveren aus gut erreichbar. Nachdem der Blaue-Blumen-Wald in den vergangenen Jahren gerade durch die sozialen Medien immer bekannter wurde, findet man inzwischen hauptsächlich an Wochenenden und am Maifeiertag sehr viele Besucher dort. Nicht wenige von ihnen gehen ohne Rücksicht auf die Pflanzen in die besonders dicht bewachsenen Stellen hinein, um dort künstlerisch zu fotografieren oder auch nur Selfies zu machen. Auch sieht man immer wieder nicht angeleinte Hunde durch die Grünflächen laufen. Zertretene Hasenglöckchen und ungezählte Trampelpfade bleiben als sichtbares Ergebnis derartigen Handelns zurück. Im Februar 2024 wurde zum besseren Schutz der Pflanzen entlang der Hauptwege eine Begrenzung in Form eines Geländers gebaut. Um das Erscheinungsbild des Waldes nicht zu stark zu beeinträchtigen, wurde hierzu Naturholz verwendet.
Das Hasenglöckchen ist ein Frühjahrsgeophyt. Von Mitte April bis Mitte Mai (je nach Witterung) ist hier der Waldboden großflächig wie mit einem dichten blau-grünen Teppich aus Blumen bedeckt. Ein derart großer Bestand der in Deutschland seltenen und durch die Bundesartenschutzverordnung geschützten Pflanze ist in Deutschland einzigartig.
Zwei weitere nahe aber etwas kleinere Hasenglöckchen-Vorkommen befinden sich hinter dem Industriegebiet in Richtung Doverheide/Großkünkel, erreichbar über die Dieselstraße, sowie im nur wenige Kilometer entfernten Wald namens Gillenbusch bei der Ortschaft Glimbach.
Die Art hat ihren Verbreitungsschwerpunkt in Nordwest-Europa (beispielsweise in Irland und Großbritannien unter dem Namen Bluebells). In Belgien (hier im Hallerbos südlich von Brüssel stark verbreitet), den Niederlanden und in Nordwest-Deutschland kommt sie nur selten vor. Der inselartige Bestand bei Doveren liegt somit am südöstlichen Rand des eigentlichen Verbreitungsgebietes.
Die Pflanzen vertragen keine Standorte mit zu viel Schatten und werden durch sich ausbreitendes Unterholz, hier insbesondere Brombeersträucher, in ihrem Wachstum behindert. Deswegen muss in manchen Jahren das Gestrüpp beseitigt werden, was teilweise auf Unverständnis bei den Waldbesuchern stößt. Zudem reagiert die Pflanze empfindlich auf Tritte und die damit einhergehende Bodenverdichtung.